# Antikythera
Antikythera (/ˌæntɪkɪˈθɪərə/, /ˌæntɪsɪˈθɪərə/; tiếng Hy Lạp cổ: Ἀντικύθηρα tiếng Hy Lạp: Αντικύθηρα, phát âm tiếng Hy Lạp: [andiˈciθira], hàm nghĩa "đối diện Kythera") là một độc đảo nằm giữa bán đáo Peloponnisos và đảo Kriti, như một phần của đơn vị hành chính Kythira.